# Le Manoir de la peur (film, 1927)
Pour les articles homonymes, voir Le Manoir de la peur.
Pour plus de détails, voir Fiche technique et Distribution.
Le Manoir de la peur est un film français d'Alfred Machin et Henry Wulschleger, sorti en 1927.

## Fiche technique
- Titre : Le Manoir de la peur
- Réalisation : Alfred Machin et Henry Wulschleger
- Scénario : Alfred Machin et Henry Wulschleger
- Pays d'origine : France
- Format : Noir et blanc - 1,33:1 - Film muet
- Durée : 70 minutes
- Date de sortie : 1927

## Distribution
- Romuald Joubé : l'homme en noir
- Gabriel de Gravone : Jean Lormeau
- Cinq-Léon : Cagnos
- Lynn Arel : Yvaine Marchal
- Auguste : Hello (non crédité)
- Léon Berton : Yégoff (non crédité)
- Georges Térof : Mr Babouin, le maire (non crédité)